# 五十嵐清次
五十嵐 清次（いがらし せいじ、1946年 - 2003年9月2日）は、日本の元バスケットボール選手である。東京都出身。
全日本の一員として1967年世界選手権に出場した。